# 野崎氏
野崎氏は武蔵野国の武蔵七党野与党の氏族。武蔵七党・野与党の野崎光員は、現在の東京都三鷹市の地名である野崎を領したとする説がある。
野与党は武蔵国埼玉郡騎西荘多賀谷郷（埼玉県北埼玉郡騎西町）を発祥地とした多賀谷氏を筆頭に、西脇・多名・鬼窪・白岡・渋江・菅間・道智・大蔵・箕勾・大相模・利生・柏崎・須久毛・八条・金重・高柳・野崎などが並ぶ。
埼玉県所沢市が発行する「所沢市史（地誌）」では、江戸時代の歴史書である、「狭山莱」において、現在の所沢市上山口町の堀口天満宮周辺に、平将門の落武者である「野崎氏」が村境の目印に植えた「榎」があり、古の高札場、稲荷の社、庚申培などがあったと記されている。
同郡堀口村（所沢市）近村の多摩郡に野崎氏多く存す。平将門以前から中村氏等と居住す。中村条参照。狭山栞に「上山口村之内堀口、里語を聞くに承平年間・平親王将門の落人野崎勘解由、此地に土着農民となりし折り、榎を植えて子孫の栄えを持つ。家門僅か三軒なり。此木のある処を榎木戸といい伝う。野崎氏宅に世々伝うる天正十九年水帳あり」と。三軒とは三氏のことで家数では無い。丸峰堂近辺墓所木食之碑に延宝五年施入野崎勘ヶ由。明治五年木挽職野崎太郎兵衛。明治十五年北広堂碑名簿に旧堀口野崎利八.。天神社明治二十九年再建碑に堀口村野崎貞蔵・野崎仙蔵・野崎利八・野崎万之助・野崎方太郎、明治四十年碑に野崎市蔵・野崎惣五郎・野崎重太郎・野崎倉吉あり。
また、所沢市にある千門大明神では、由緒が残っている。当社は平将門の落武者を祀ったものと伝えられる。江戸末期の歴史学者杉本林志の書いた「狭山栞」によると、承平天慶年間の何れの戦いかわからないが平将門の落武者が大勢この地に来て戦力を消耗したのか立往生したという。
そしていずれも生々しい血刀をひっさげていたという。里人はこれらの戦死者を手厚く葬り、その血刀と鎧を埋めて、その上に祠を建て血刀明神としてまつる。血刀は「千刀」とも書き後に嘉字に当てるため「千門」ともいう。なおこの地の小字は「チカタ」といっている。昭和五十二年二月十四日氏子総代　森田半十郎　「神社由緒書き」より]